# 丘區瓦葉楊省立公園
丘區瓦葉楊省立公園（英文：Chu Chua Cottonwood Provincial Park）是一個位於加拿大英屬哥倫比亞省的省立公園，距離甘露市北側80公里處。園內主要為圍繞於北湯普森河旁非建制的森林島和澇原區域。 